# Поройно (Силистренская область)
Поройно (болг. Поройно) — село в Болгарии. Находится в Силистренской области, входит в общину Дулово. Население составляет 1 257 человек.

## Политическая ситуация
В местном кметстве Поройно, в состав которого входит Поройно, должность кмета (старосты) исполняет Сефидин Исмаил Али (Движение за права и свободы (ДПС)) по результатам выборов правления кметства.
Кмет (мэр) общины Дулово — Митхат Мехмед Табаков (Движение за права и свободы (ДПС)) по результатам выборов в правление общины.